# Manuel González-Mesones
Manuel González-Mesones y Díaz (Arenas de Iguña, 28 de julio de 1906 - Santander, 1986) fue un político español, alcalde de Santander entre los años 1946 y 1967. 
Procurador en las Cortes Españolas durante ocho legislaturas del período franquista. Consejero Nacional en representación del municipio de Santander.

## Biografía
Vivió desde niño en Valladolid, donde estudió el bachillerato, y posteriormente ingresó en la Facultad de Medicina de la Universidad de Valladolid. Una vez concluidos sus estudios universitarios, se trasladó a Madrid donde se especializó en Dermatología.
Con tan solo 26 años, comenzó a trabajar como Médico de empresa en Tabacalera de Santander en 1932, puesto que compaginó con su posterior Alcaldía de la capital cántabra, hasta el día de su jubilación. Se casó con Dña.Concha Calderón, de Palencia, y tuvo 8 hijos.

## Posguerra
En 1944 es nombrado Vicepresidente de la Diputación Provincial de Santander, y en 1946 accede a la alcaldía de Santander, función que desempeñaría durante 21 años hasta 1967, lo cual le convierte en el alcalde qué más tiempo ha ocupado el cargo en la historia de Santander.
El comienzo de su mandato se orientó a la reconstrucción de una ciudad asolada por la mayor catástrofe de su historia, el incendio de 1941. Además de las obras de reconstrucción, se deben a Mesones la urbanización de El Sardinero y el ensanche del Paseo de Pereda.
En el año 1951 el Ayuntamiento se hizo cargo de múltiples líneas del tranvía santanderino, dada la insolvencia de la empresa privada dueña del servicio. De esta manera se constituye la Empresa Municipal de Transporte de Santander. Comenzará así un proceso de eliminación del tranvía y su substitución por el trolebús, proceso que culmina el 15 de noviembre de 1953, día del último servicio del tranvía de Miranda en Santander.
En 1966, ya en el final de su  mandato, se derribó del monumental Teatro Pereda para ser sustituido por un edificio de viviendas. Con esta decisión polémica la ciudad de Santander perdería uno de los más emblemáticos edificios de su patrimonio histórico-artístico.
En 1967 Manuel González-Mesones se ve obligado a cesar del cargo de Alcalde de Santander por motivos de salud. Falleció diecinueve años después,a los ochenta años de edad.

## Reconocimiento
La ciudad de Santander recuerda en el Parque de Mesones a su Alcalde más veterano.Y que si por algo se distinguió fue por su mayúscula honradez.Y por ser una persona muy querida y de muy agradable talante.
La Villa de San Vicente de León en del Valle de Iguña le tiene dedicado un monumento con motivo de la construcción de la carretera que le uno con Arenas de Iguña en 1950.

## Parlamentario
En la I Legislatura de las Cortes Españolas (1943-1946), corresponde al alcalde de Santander el cargo de procurador en Cortes (Administración Local), nato por tratarse de un alcaldes de capitales de provincia y de Ceuta y Melilla. Toma posesión el 28 de febrero de 1946 y continúa hasta el 4 de abril de 1967.
| Predecesor: Alberto Abascal Ruiz | Alcalde de Santander 1946 - 1967 | Sucesor: Máximo Fernández-Regatillo y Basave |